# Peraški boj 1654.
Peraški boj bila je bitka između građana grada Perasta i osmanskih osvajača.

## Tijek
Peraštani su u to vrijeme dobro obavješteni o položaju Turaka preko grahovskog popa Radula, koji je za njih organizirao cijelu mrežu uhoda. Dan prije napada, 14. svibnja 1654., braća Sladoje i Stjepan Stijepović, koji su živjeli u Risnu, javili su svojem bratu u Perast o planiranoj akciji. Kako je 30-ak peraških brodova bilo izvan Perasta, općinski načelnik Krsto Vicković, rasporedio je pažjivo malobrojne snage. Snage su bile raspoređeni u tvrđavi iznad grada i u devet peraških kula. Uz pomoć hajduka te stotinjak vojnika iz Kotora uspjeli su izazvati paniku među Turcima.
Pobjedu su Peraštani pripisali zaštiti Bl. Djevice Marije te se iz zahvalnosti svake godine na taj dan odvija svečana ophodnju sa slikom Blažene Djevice preko cijeloga grada.
U boju je poginuo turski zapovjednik Mehmed-agu Rizvanagića, a njegova se puška danas čuva u peraškom muzeju.

## Spomen
- Na boj podsjeća kameni natpis na hrvatskom jeziku u Boki kotorskoj, što ga je dao uklesati u pročelje župne crkve opat Andrija Zmajević:[2]

POSLEDGNA VREMENA I NARODI DA NEBI
ZABORAVILI SLAVITI DESNIZU BOXIU KOJA NA
XV SVIBNJA
GOD. MDCLIV. OBRANI PERAST OD ÇUDNOVATE
SILLE TURSKE PODA PERASTANOM SLAVNO
DOBITIE OVA VIEÇNA USPOMENA POSTAVI SE
- Počevši od 1654., u Perastu je započela zavjetna svečanost kojom 15. svibnja se Peraštani zahvaljuju Gospi zbog pobjede u Peraškom boju.[3]
- U spomen na pobjedu gađa se kokota i održava se zavjetna svečanost svake godine. Zaslugom kotorskog biskupa Pavla Butorca ova je svetkovina izdignuta na viši liturgijski stupanj.[1]

### Članci
- Babić, Vanda. 2011. Od Olova do Škrpjela: uloga marijanskih običaja u životu autohtonih Hrvata. Vrhbosnensia. Univerzitet u Sarajevu – Katolički bogoslovni fakultet. Sarajevo. 15 (2): 361–379